# Josep Bargalló i Valls
Josep Bargalló i Valls (Torredembarra, el Tarragonès, 3 d'octubre de 1958) és un polític, crític literari, escriptor i catedràtic de secundària català, que va fer de conseller d'Ensenyament del Govern de la Generalitat de Catalunya, des de maig de 2018 al maig de 2021.
Anteriorment, va ser conseller en cap del Govern de Catalunya i diputat per Esquerra Republicana de Catalunya. És llicenciat en Filologia Catalana per la Universitat de Barcelona i Màster en Estudis Superiors de Llengua, Literatura i Cultura Catalanes per la Universitat Rovira i Virgili. Ha treballat en l'ensenyament públic i en el camp editorial.
Ha treballat com a coordinador de l'Institut de Ciències de l'Educació de la Universitat Rovira i Virgili i responsable acadèmic del Postgrau en Direcció i Gestió de Centres educatius de la mateixa universitat. Fins al juny de 2018 va ser patró de la Fundació Estela per a la Discapacitat i vicepresident de la Fundació Josep Irla.

## Trajectòria política
Va ser fundador de l'Assemblea de Catalunya a Torredembarra, de la qual va ser representant a les sessions plenàries nacionals. Va militar al PSUC, al PSAN i a NE.
El 1995 es va afiliar a ERC, partit pel qual va ser diputat al Parlament de Catalunya des de 1992 fins a l'any 2003. En la darrera legislatura va ser portaveu adjunt del grup d'Esquerra. Va ser conseller d'Ensenyament des del 20 de desembre de 2003 fins al 20 de febrer de 2004, quan va ser nomenat conseller en cap, càrrec que des del 17 de març de 2005 es coneix com a Conseller Primer i que va ocupar fins a l'11 de maig de 2006.
Va tornar a ser elegit diputat el 2006 però va renunciar a l'escó atès que, de desembre de 2006 a desembre de 2010, va ser director de l'Institut Ramon Llull, entitat internacional de projecció de la llengua i de la cultura catalanes, des d'on es va encarregar, entre altres projectes, de la presència de la cultura catalana com a convidada d'honor de la Fira del Llibre de Frankfurt 2007. Del 2008 al 2010 va ser també director de la Fundació Ramon Llull, organisme de cooperació internacional dels diversos territoris de la llengua catalana, amb seu a Andorra.
En l'àmbit local, va ser primer tinent alcalde de l'Ajuntament de Torredembarra (1999-2003) i, durant el segon semestre de 2003, vicepresident del Consell Comarcal del Tarragonès.
El 2018 fou nomenat conseller d'Ensenyament per Quim Torra. Sota el seu mandat, es va aprovar un decret per facilitar que les escoles concertades, si ho demanen, passin a ser centres públics. També es va impulsar el Pacte contra la Segregació Escolar. Arran de la pandèmia de COVID-19, va incentivar l'educació a distància amb la compra d’ordinadors per a les escoles. Ara bé, el govern no va concretar el calendari pel finançament públic de l'educació de 0 a 3 anys, ni el pla contra l’abandonament escolar prematur.

## Obra publicada[calcitació]
Com a crític literari ha publicat, entre d'altres, les següents monografies: Literatura catalana del segle xvi al XVIII (1987), Manual de mètrica i versificació catalanes (2007, 2a edició, ampliada i revisada),  Què és la mètrica. Introducció a la versificació catalana (2007)...
Com a assagista: Una pàtria sòlida en el temps. Un projecte social i nacional per al nou catalanisme del segle XXI (2006), Què fem a Frankfurt? La cultura catalana convidada d'honor a la Fira del Llibre (2007. Edicions en català, castellà, francès, alemany i anglès)...
Com a historiador de la cultura popular, diversos estudis sobre teatre popular i el fet casteller, entre els quals: Pit i Amunt! Els castells a Torredembarra (1985); La festa major de Torredembarra a la segona meitat del segle xix, amb Rosalia Gras (1988); La colla Xiquets de Tarragona i la tradició castellera de la ciutat (1990); Guia de les Festes de Santa Tecla. Tarragona. Història, seguici popular i castells, en col·laboració (1994); Ball de Diables de Torredembarra. Deu anys d'una tradició centenària (1997); El fet casteller. La història i l'actualitat d'un costum tradicional (2000); Un segle de castells. De 1900 a 2000 en dades (2001); Els castellers. Guia didàctica, amb Marta Badia i Gerard Elies (2007); Bandolers, santes i criades. Quatre balls parlats de la Torredembarra vuitcentista. Els manuscrits Llorens-Cortasa, amb Montserrat Palau i Núria Canyelles (2010); i Torredembarra, tres segles de castells (1771-2018) (2018), amb David Morlà i Gerard Recasens. Ha col·laborat en el segon volum de l'Enciclopèdia Castellera d'Editorial Cossetània (2017).
Ha tingut cura de l'edició de volums de Josep Pin i Soler, Domènec Guansé, Joan Amades i Pere Calders. Va escriure els diàlegs de la pel·lícula La teta i la lluna (1994), del director Bigas Luna, i és autor d'una versió dels Pastorets de Josep Maria Folch i Torres, que es representa a Tarragona, cada Nadal, des del 2001, amb el títol de Els Pastorets de Tarragona. Ha col·laborat, també, en diversos mitjans de comunicació, tants escrits com audiovisuals.
El setembre de 2016 va publicar Les set vides de Pere Romeu. Indians, modernistes i sportsmen, una extensa biografia de Pere Romeu i Borràs, el polifacètic personatge que fou l'anima d'Els Quatre Gats. El llibre analitza el món dels indians de Torredembarra, l'amistat entre Romeu i Ramon Casas, l'eclosió del modernisme a Barcelona i l'aparició de l'esport en la Catalunya de finals del segle xix i començaments del XX, sempre a partir de la presència del seu protagonista.
És membre de la colla castellera Nois de la Torre, del Ball de Diables i de la Virgília de Torredembarra. Va ser responsable de la Biennal de Castells de Tarragona fins a l'octubre de 2017.